# Cochise megye
Cochise megye az Amerikai Egyesült Államokban, azon belül Arizona államban található. Megyeszékhelye Bisbee, legnagyobb városa Sierra Vista. Lakosainak száma 125 447 fő (2020. április 1.). Cochise megye Santa Cruz, Pima, Graham, Greenlee, Hidalgo, Agua Prieta, Cananea, Naco és Santa Cruz megyékkel határos.

## Népesség
A megye népességének változása:
| Lakosok száma | 131 412 | 132 488 | 131 735 | 129 473 | 126 427 | 125 447 |
|               | 2010    | 2011    | 2012    | 2013    | 2015    | 2020    |